# Mesochorus scrobiculatus
Mesochorus scrobiculatus är en stekelart som beskrevs av Dasch 1974. Mesochorus scrobiculatus ingår i släktet Mesochorus och familjen brokparasitsteklar. Inga underarter finns listade i Catalogue of Life.